# Wasmannia sigmoidea
Wasmannia sigmoidea is een mierensoort uit de onderfamilie van de Myrmicinae. De wetenschappelijke naam van de soort is voor het eerst geldig gepubliceerd in 1884 door Mayr.